# معبد عشق (فیلم)
معبد عشق (به هندی: Pyaar Ka Mandir) فیلمی محصول سال ۱۹۸۸ و به کارگردانی کی. باپایا است. در این فیلم بازیگرانی همچون میتون چاکرابورتی، مادهوی، راج کیران، شوما آناند، قادرخان، آریونا ایرانی، ساچین، نیروپا روی، ساتین کاپو، شاکتی کاپور، راضا مراد و آسرانی ایفای نقش کرده‌اند.